# Vézac (Dordogne)
Vézac ist eine französische Gemeinde mit 512 Einwohnern (Stand 1. Januar 2022) im Département Dordogne in der Region Nouvelle-Aquitaine. Sie gehört zum Arrondissement Sarlat-la-Canéda und zum Kanton Sarlat-la-Canéda.

## Geografie
Die Gemeinde Vézac liegt an der Dordogne in der Landschaft Périgord Noir, ungefähr zehn Kilometer südwestlich von Sarlat-la-Canéda und etwa 70 Kilometer südöstlich von Périgueux sowie 60 Kilometer südwestlich von Brive-la-Gaillarde.
Das Gemeindegebiet erstreckt sich vom rechten Ufer der Dordogne auf 63 m Meereshöhe, die eine nach Süden ausladende Flussschlinge beschreibt, über das Seitental des Ruisseau de Pontou nach Nordosten. Im Norden und Osten wird das Gemeindegebiet durch Wälder geprägt, von zahlreichen Rodungsinseln und Einzelhöfen unterbrochen. Der höchste Punkt wird mit 243 m über dem Meer im Osten an der Grenze zum Gemeindegebiet von Vitrac erreicht.
Vézac hat keinen gewachsenen Dorfkern, besteht stattdessen aus mehreren locker verbundenen Siedlungen. Zu den namentlich benannten Ortsteilen gehören La Grange de Vergne, Le Luc, Beau Repos, La Fournerie, Rochegourbe, Mège und Lestevinie.
Im Süden des Gemeindeareals breitet sich die landwirtschaftlich intensiv genutzte flache Flussaue der Dordogne aus. Sie ist von einigen Altarmen durchzogen. Von Nordwesten ragt ein bewaldeter markanter Geländesporn in die Flussaue hinein, die er um mehr als 100 Höhenmeter übertrifft. Am Ende dieses Sporns befinden sich die Gärten von Marqueyssac mit dem gleichnamigen Schloss. Gegenüber dem südlichsten Punktes der Gemeinde mündet der Céou in die Dordogne.

### Nachbargemeinden
|                        | Saint-André-d’Allas                         | Sarlat-la-Canéda |
| Beynac-et-Cazenac      | Kompassrose, die auf Nachbargemeinden zeigt | Vitrac           |
| Castelnaud-la-Chapelle | Cénac-et-Saint-Julien                       | La Roque-Gageac  |

## Einwohnerentwicklung
| Jahr      | 1962 | 1968 | 1975 | 1982 | 1990 | 1999 | 2008 | 2016 |
| Einwohner | 405  | 356  | 427  | 547  | 620  | 594  | 612  | 620  |

## Sehenswürdigkeiten

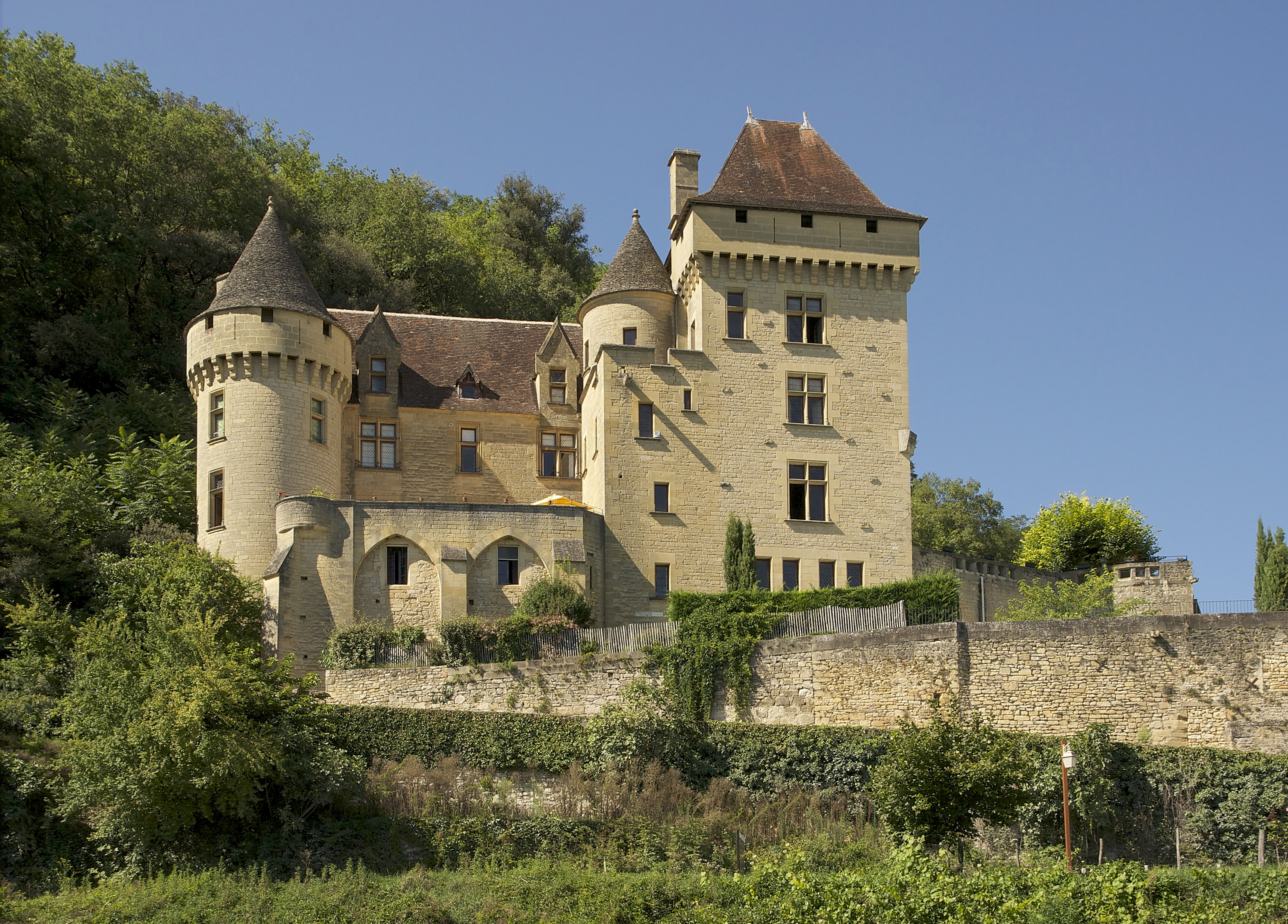
Schloss La Malartrie

Ein Besuchermagnet in Vézac sind die Gärten von Marqueyssac mit dem Schloss Marqueyssac, das als Monument historique eingestuft ist. Zu den als Monument historique gelisteten Objekten zählen auch die Kirche St Urban (Saint-Urbain) und die Grotte du Roc, eine Felsenhöhle mit Malereien aus dem Jungpaläolithikum.
Am westlichen Ende des Nachbarortes La Roque-Gageac findet sich das kleine Schloss La Malartrie, das im 19. Jahrhundert im Stil des Historismus errichtet worden ist. Er ist Ausdruck einer geistigen Bewegung, welche die Rückbesinnung auf Schönheiten und Werte des Mittelalters und der Renaissance pflegte. Das Schloss wurde exakt im Stil des 15. bis 16. Jahrhunderts ausgeführt.

## Verkehrsanbindung
Vézac liegt an der überwiegend dem Dordognetal folgenden Fernstraße von Bergerac über Le Buisson-de-Cadouin und Sarlat-la-Canéda nach Souillac mit dortiger Anbindung an die Autoroute A20. Personenzüge der durch das Gemeindegebiet führenden Bahnlinie von Siorac-en-Périgord nach Sarlat-la-Canéda halten nicht in Vézac. An den ehemaligen Bahnhof Vézac-Beynac erinnert heute noch der Straßenname la Gare.

## Söhne- und Töchter der Stadt
- Jean Trémoulet (1909–1944), Autorennfahrer